# Kap Whitson
Kap Whitson ist das südliche Ende der Halbinsel zwischen der Methuen Cove und der Aitken Cove an der Südküste von Laurie Island im Archipel der Südlichen Orkneyinseln.
Kartiert wurde es bei der Scottish National Antarctic Expedition (1902–1904) unter der Leitung des schottischen Polarforschers William Speirs Bruce. Bruce benannte das Kap nach Thomas B. Whitson (1869–1948), Schatzmeister der Expedition und späterer Lord Provost of Edinburgh (1929–1932).